# Erebia addenda
Erebia addenda är en fjärilsart som beskrevs av Sheldon 1913. Erebia addenda ingår i släktet Erebia och familjen praktfjärilar. Inga underarter finns listade i Catalogue of Life.